# 行人穿越道

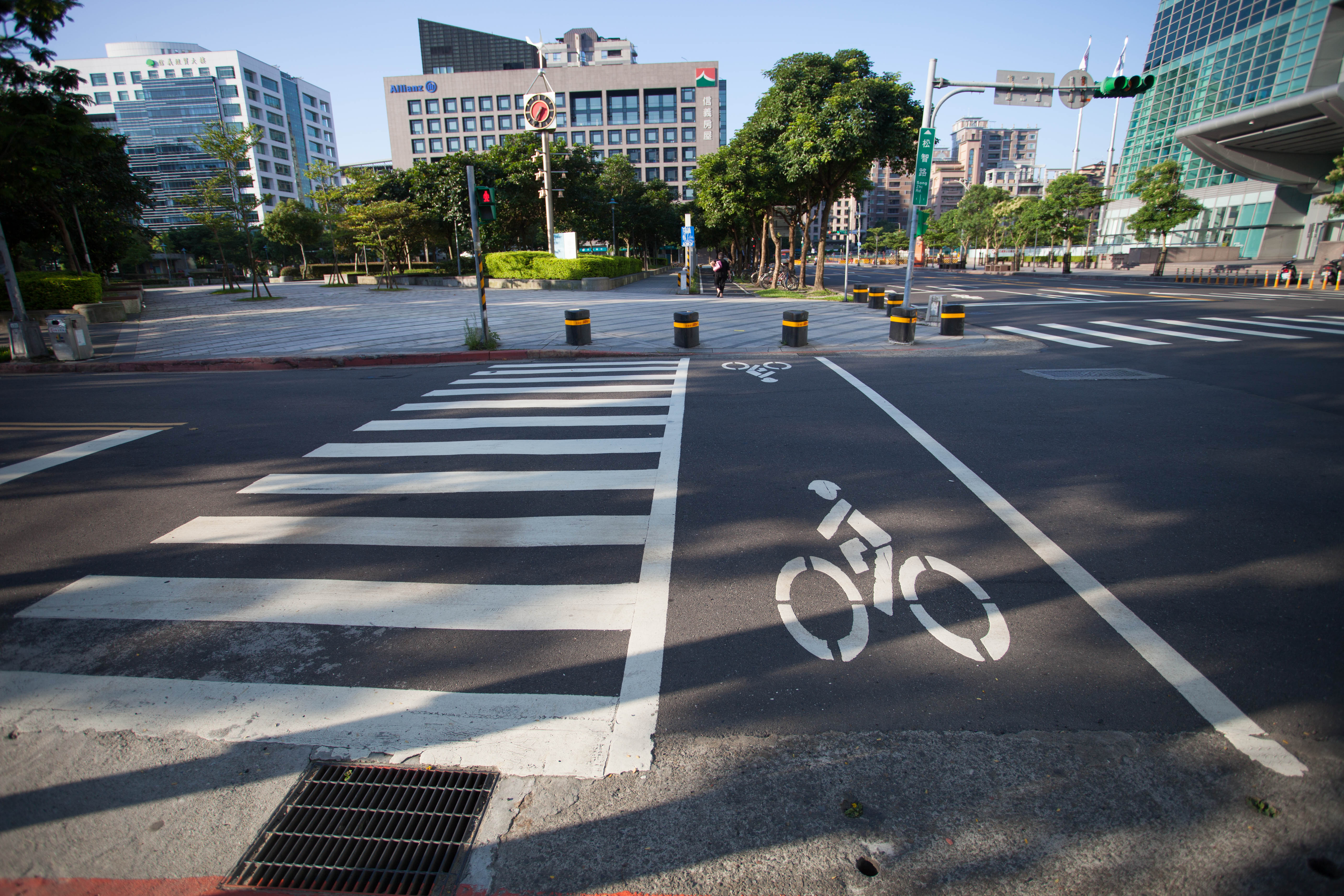
臺北的行人穿越道

行人穿越道是一種道路的交通設施，讓穿越路口的行人專門使用。當行人進入行人穿越道或等候過馬路時，所有车辆都必须禮讓行人；如未停讓行人就會受到嚴重的處罰。斑馬線是行人穿越道的一種。

## 種類
| 種類       | 圖例 | 說明                                                       |
| ---------- | ---- | ---------------------------------------------------------- |
| 斑馬線     |      | 由類似斑馬的黑白條紋組成，行人優先權通常高於車輛。         |
| 號誌穿越道 |      | 使用呼叫按鈕、行人號誌、交通號誌，或使用HAWK信標穿越馬路。 |
| 多元穿越道 |      | 允許非行人（例如騎自行車或騎馬的人）使用的穿越道。         |

### 標線行人穿越道
其繪製的形式可有四种
1. 枕木紋行人穿越道：枕木紋行人穿越道線，設於交岔路口，其線型為枕木紋白色實線，平行于车行道边缘。
2. 斑馬紋行人穿越道：兩條平行實線，內插斜紋線，均為白色。
3. 仅用两条垂直于车行道路的平行实线。
4. 同上，但两条实线间的区域涂色，一般为白色。

按照当地习惯和法律，臺灣采用第1、2种，中国大陆采用第1、3种，各地都以第1种常见，而口語中，以上各种形式（包括枕木紋）皆稱之斑馬線，因為似動物斑馬的條紋。
按標線塗料的質地主要有三種
1. 常溫標線：塗料不需加熱，在常溫下通過標線機噴塗於路面乾後形成標線。
2. 熱熔標線：用到的是熱熔塗料，將粉末狀塗料通過加熱設備——熱熔釜融化成流質的液態，並充分攪拌均勻，用標線機械塗敷在路面形成堅實標線。
3. 雙組份標線：由A組份和B組份混合塗敷於路面。在路面上進行交聯固化反應而形成一層耐久性塗層，與路面和反光玻璃珠具有較強的粘接力，形成反光標線。這種標線在北方多雪地區比較常見，不懼機械鏟雪的破壞。[1]

#### 新型的斑马线
- 閃亮斑馬線：為保障行人安全，2006年紐西蘭的基督城曾試驗一項「閃亮斑馬線」（flashing zebras）計劃，當有行人踏上斑馬線時，斑馬線上的燈會閃動，以提醒來車要減速。[2]
- 立體斑馬線：印度與台灣試辦了新型的立体斑马线。[3][4]
- Z字型斑馬線：斑马线的中央设立安全岛供行人二次过马路，且安全岛两侧的斑马线略微错开。Z字型斑馬線在中国大陆[5][6]和台湾[7]的部分城市均有所设置。此类斑马线可以提高行人过马路时候的安全性[8][9]，降低一些交通事故的发生率[6]。

### 艺术行人穿越道
除了传统的行人穿越道，还有少数地方精心设计了艺术行人穿越道，如彩虹、图形式等，有路人认为艺术行人穿越道可以提升愉悦感。

## 輔助交通設施
行人穿越道除了十字路口地面上的標線以外，還配備了輔助交通設施。有些十字路口會有一些由電燈和LED面板。這些設施會發出信號管理行人和車輛交替使用人行道。有些設施是自動轉換信號，有些需要行人過馬路之前人為按鈕變換信號。
1. 照明燈：燈光照明， 一種是路口的路燈照亮整個道路，一種是信號警示燈。
2. 信號燈：一些路口有特殊信號組成的電燈或發光二極管(LED)面板。允許個方向行人和車輛使用信號交替通行。最常見的就是紅綠燈。有些需要按一個過街按鈕來觸發信號。
3. 行人倒數計時顯示器：在許多城市，例如台灣、美國、加拿大[11][12][13]），部分或大部分信號配備倒數計時器通知行人穿越信號上的剩餘時間。美國在2009年版的統一交通控制設備手冊（MUTCD）上要求所有信號交叉口配備倒計時提示設施。在通行的最後至少7秒使用信號閃爍進行提示。[14]

## 圖片

### 各地和人行横道相关的交通标志及标线
- 當心行人標誌（台灣）
- 當心兒童標誌（台灣）
- 斑馬紋行人穿越道（台灣）
- 注意行人标志（中国大陆）
- 人行横道标志（中国大陆）
- 前面有行人过处（香港）